# Marek Kwiatkowski (historyk sztuki)

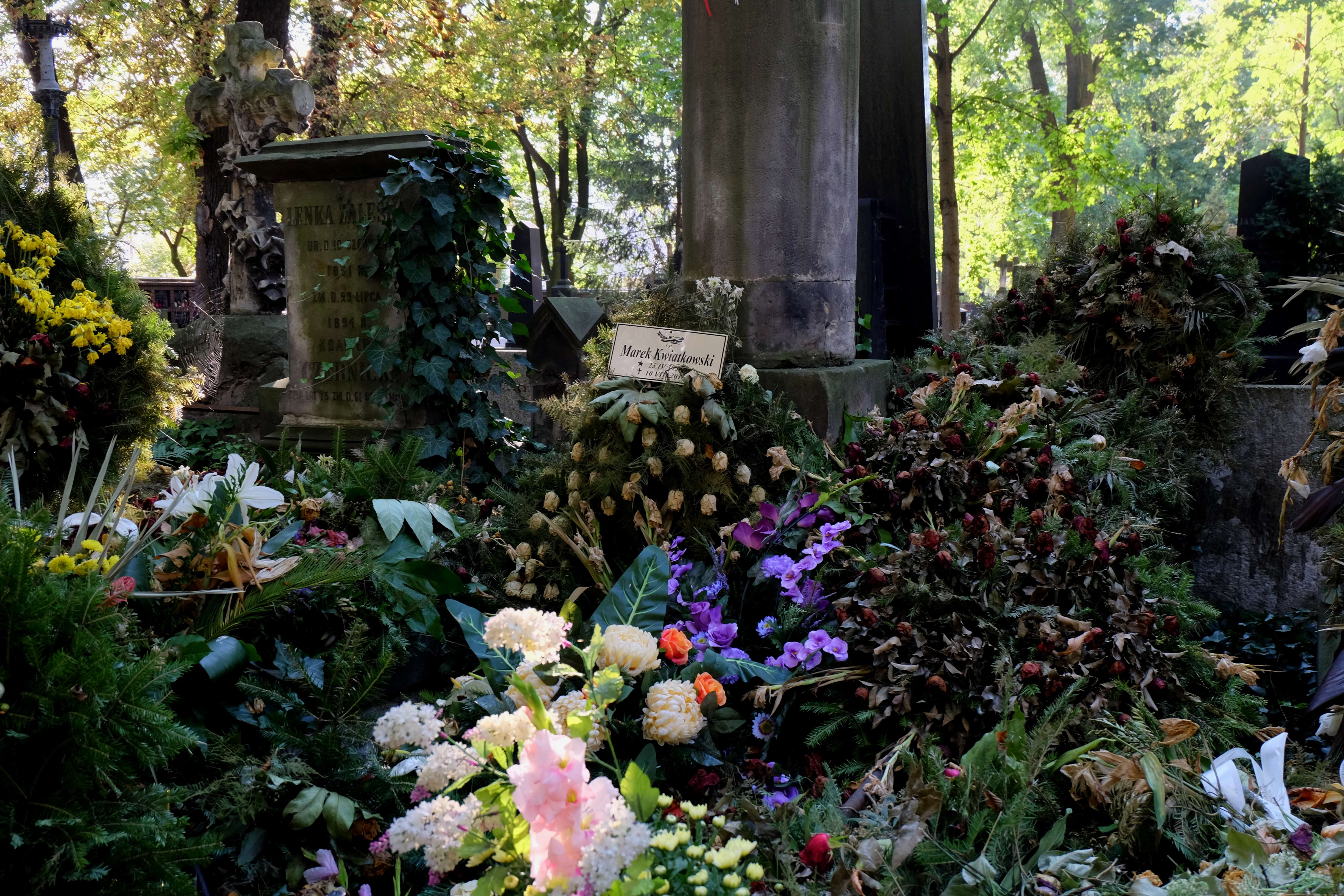
Grób Marka Kwiatkowskiego na cmentarzu Powązkowskim w Warszawie

Marek Kwiatkowski (ur. 25 kwietnia 1930 w Caen, zm. 10 sierpnia 2016 w Warszawie) – polski historyk sztuki, profesor nauk humanistycznych, muzealnik, varsavianista. W latach 1960 kustosz pałacu Na Wyspie, a później pierwszy dyrektor Muzeum Łazienki Królewskie w Warszawie. Członek Towarzystwa Naukowego Warszawskiego, honorowy obywatel m.st. Warszawy.

## Życiorys
Ukończył studia w zakresie historii sztuki w Uniwersytecie Warszawskim. W lutym 1960 został kustoszem pałacu Na Wyspie, a później dyrektorem Muzeum Łazienki Królewskie.
W 1992 uzyskał tytuł naukowy profesora nauk humanistycznych.
W pobliżu swojego XVIII-wiecznego dworu w Suchej utworzył skansen budownictwa staropolskiego – prywatne Muzeum Architektury Drewnianej Regionu Siedleckiego.
Od 1971 był członkiem Obywatelskiego Komitetu Odbudowy Zamku Królewskiego w Warszawie. W 1983 został członkiem Towarzystwa Naukowego Warszawskiego. Był również działaczem Stronnictwa Demokratycznego. W wyborach w 1988 ubiegał się o mandat radnego Stołecznej Rady Narodowej.
Wspierał czynnie Zbigniewa Porczyńskiego w powstaniu tzw. Kolekcji Porczyńskich, mistyfikacji rzekomo gromadzącej arcydzieła malarstwa europejskiego.
Od 2003 był Wielkim Mistrzem Kapituły Orderu Świętego Stanisława (z ramienia Stowarzyszenia Dam i Kawalerów Orderu św. Stanisława w Polsce). Był Kawalerem Orderu Uśmiechu, a od lipca 2003 Honorowym Obywatelem m.st. Warszawy. Laureat Nagrody im. Witolda Hulewicza. W 2005 został odznaczony przez ministra kultury Waldemara Dąbrowskiego Złotym Medalem „Zasłużony Kulturze Gloria Artis”.
Został pochowany 17 sierpnia 2016 na cmentarzu Powązkowskim w Warszawie.